# Aulesti
Aulesti è un comune spagnolo di 649 abitanti situato nella comunità autonoma dei Paesi Baschi.